# Richard Pipes
Richard Edgar Pipes (ur. 11 lipca 1923 w Cieszynie, zm. 17 maja 2018 w Cambridge) – amerykański historyk i sowietolog pochodzenia żydowskiego, urodzony w Polsce, specjalista w zakresie historii Rosji, w latach 1981–1982 doradca prezydenta USA Ronalda Reagana ds. Rosji i Europy Środkowej, długoletni wykładowca Uniwersytetu Harvarda (1958–1996).

## Życiorys
Pochodził z żydowskiej rodziny cieszyńskich fabrykantów czekolady. Urodził się jako syn Marka (1893–1973, legionisty, emigranta w USA) i Zofii z domu Haskelberg. Dzieciństwo i młodość spędził przy ul. Chmielnej w Warszawie (obecnie obszar zajmowany przez PKiN), skąd wyjechał wraz z rodziną w 1939, a w 1940 znalazł się w USA. W 1943 otrzymał obywatelstwo amerykańskie. Uczył się w Muskingum College w New Concord w stanie Ohio, a następnie na Cornell University. Doktorat na Uniwersytecie Harvarda uzyskał w roku 1950. Do emerytury w 1996 był tam profesorem historii.
Zajmował się głównie badaniem historii Rosji i ZSRR. Za prezydentury Ronalda Reagana był w latach 1981–1982 doradcą do spraw ZSRR i Europy Wschodniej. Był przeciwnikiem rozszerzenia NATO w latach 90. XX wieku.
Jest autorem kilkunastu książek poświęconych historii Rosji, w szczególności po rewolucji 1917. Zwolennik tezy o organicznym związku bolszewickiego państwa totalitarnego z autorytarną tradycją instytucji państwa moskiewskiego i caratu. Poglądy na genezę rządów bolszewików i komunistycznego totalitaryzmu w Rosji, dzieje rewolucji rosyjskiej i tworzenia ZSRR zawarł w trylogii: Rosja carów, Rewolucja rosyjska i Rosja bolszewików. Z wizją historii Rosji Pipesa polemizował Aleksandr Sołżenicyn, określając ją jako „polską perspektywę”. Zbliżone do Pipesa stanowisko zajmował protoplasta sowietologii Jan Kucharzewski w swym cyklu Od białego caratu do czerwonego t. 1–7 opublikowanym w Polsce w latach 1923–1935 (wyd. ang. The Origins of Modern Russia 1948). Sam Pipes twierdzi, że jego „poglądy noszą niezatarte ślady wpływu polskiej szkoły studiów nad Rosją”.

… jako człowiekowi urodzonemu w państwie sąsiadującym z Rosją zostały mi oszczędzone romantyczne złudzenia na temat owego wielkiego kraju, tak powszechne wśród ludzi, którzy mieszkają odeń o tysiące mil.

Był członkiem kolegiów redakcyjnych pism „Strategic Review”, „Journal of Strategic Studies” i innych. Członek Amerykańsko-Polskiej Rady Doradczej (APAC). Członek zagraniczny Polskiej Akademii Umiejętności. Doktor honoris causa Uniwersytetu Śląskiego, Uniwersytetu Szczecińskiego i Uniwersytetu Warszawskiego, Od 1994 honorowy obywatel miasta Cieszyna. Odznaczony Krzyżem Komandorskim Orderu Zasługi RP.
Wystąpił w polskich filmach dokumentalnych Ambasador Spasowski (2009), Towarzysz generał idzie na wojnę (2011).

## Życie prywatne
W 1946 ożenił się z Ireną Roth, z którą miał dwójkę dzieci, w tym syna Daniela. Mieszkał i zmarł w Cambridge w stanie Massachusetts.

## Publikacje
- The Formation of the Soviet Union, Communism and Nationalism, 1917–1923 (1954); wyd. polskie – Czerwone imperium. Powstanie Związku Sowieckiego
- The Russian Intelligentsia (1961)
- Social Democracy and the St. Petersburg Labor Movement, 1885–1897 (1963)
- Struve, Liberal on the Left (1970); wyd. polskie – Piotr Struwe, Liberał na lewicy 1870–1905 (2016)
- Russia Under the Old Regime (1974); wyd. polskie – Rosja carów (1990)
- Soviet Strategy in Europe (1976)
- Struve, Liberal on the Right, 1905–1944 (1980); wyd.polskie – Piotr Struwe, Liberał na prawicy 1905–1944 (2016)
- U.S.-Soviet Relations in the Era of Détente: a Tragedy of Errors (1981)
- Survival is Not Enough: Soviet Realities and America’s Future (1984)
- Russia Observed: Collected Essays on Russian and Soviet History (1989)
- The Russian Revolution (1990); wyd. polskie – Rewolucja rosyjska (1994)
- Russia Under the Bolshevik Regime: 1919–1924 (1993); wyd. polskie – Rosja bolszewików (2005)
- Communism, the Vanished Specter (1994)
- A Concise History of the Russian Revolution (1995)
- The Three „Whys” of the Russian Revolution (1995)
- The Unknown Lenin: From the Secret Archive (1996)
- Property and Freedom (1999); wyd. polskie – Własność a wolność (2000)
- Rosja, komunizm i świat. Wybór esejów (2002)
- Communism: A History (2001); wyd. polskie – Komunizm (2008)
- VIXI: Memoirs of a Non-Belonger (2003); wyd. polskie – Żyłem. Wspomnienia niezależnego (2004)
- The Degaev Affair: Terror and Treason in Tsarist Russia (2003); wyd. polskie – Zamachowcy i zdrajcy: z dziejów terroru w carskiej Rosji (2011).
- Russian Conservatism and Its Critics (2006); wyd. polskie – Konserwatyzm rosyjski i jego krytycy (2009)
- The Three Whys of the Russian Revolution; wyd. polskie – Rewolucja rosyjska. Trzy pytania (2007)
- Krótka historia rewolucji rosyjskiej (2007)
- Russia Itinerant Painters; wyd. polskie – Rosyjscy malarze. Pieriedwiżnicy (2008)
- The Trial of Vera Z. (2010); wyd. polskie – Zamachowcy i zdrajcy: z dziejów terroru w carskiej Rosji (2011)
- Uvarov: A Life (2013)